# 오사카 순환선
오사카 순환선 또는 오사카 환상선(일본어: 大阪環状線, おおさかかんじょうせん 오사카칸조센[*])은 일본의 철도 회사인 서일본 여객철도의 철도 노선이다. 오사카부 오사카시에 있는 오사카 ~ 니시쿠조 ~ 덴노지 ~ 교바시 ~ 오사카 구간을 순환 운행한다.
JR 선로명칭공고에서 오사카 순환선은 오사카 역을 기종점으로 하는 21.7km의 노선이며 이마미야 ~ 덴노지 간 2.2km은 간사이 본선과의 중복구간이라 되어 있으나, 민영화시에 당시 운수성에 제출된 《사업기본계획》 및 국토교통성 감수 《철도요람》에서는 오사카 순환선은 덴노지 ~ 신이마미야간 20.7km의 노선으로, 신이마미야 ~ 덴노지 간 1.0km은 간사이 본선으로, 이마미야 ~ 신이마미야 간 1.2km은 간사이 본선과의 중복구간으로 취급되어 있다.

## 개요
오사카시 도심부의 각 지역을 따라 달리는 순환선으로, 서일본 여객철도가 제창한 어번 네트워크에 소속된 노선 중 하나이다. 노선색은 붉은색 계통 (■)이다.
원래 오사카 순환선은 도카이도 본선과 지금의 간사이 본선인 "간사이 철도선"을 연계시키기 위하여, 건물이 밀집되어 있는 우메다, 난바 등의 도심부 대신 부도심 지역으로 우회하여 부설된 조토 선, 서북쪽 니시나리 철도의 사쿠라지마 선을 제외한 구간, 남쪽의 간사이 본선과 화물선의 일부를 1960 ~ 1970년대에 서쪽 임해부에 새 선로를 깔아 연결시킴으로써 하나로 합친 것이다. 다만 도심지를 관통하여 순환선을 횡단하는 노선은 부지의 부족으로 지어지지 않았으며, 오사카 지하철이 이전부터 오사카 곳곳을 연결하고 있었다. 그러나 1990년대 이후 서일본 여객철도나 한신 전기 철도, 긴키 닛폰 철도를 비롯한 여러 사철 회사들이 오사카 도심부를 관통하는 노선을 계획하여, 2009년까지 JR 도자이 선, 한신 난바 선, 긴테쓰 난바·나라 선 (니시쿠조 ~ 쓰루하시 구간) 등이 지어졌다.
노선의 대부분이 고가로 이루어져 있으나, 덴노지 역 부근과 오사카조코엔역 부근만 지상으로 선로가 깔려 있다. 그 때문에 덴노지 역과 오사카조코엔 역만 지상역이다. 또 내선 순환선의 신이마미야 역 ~ 덴노지 역 구간은 오사카 순환선에서 유일하게 건널목이 있는 곳이다.
JR 계열 노선 중 유일하게 시간표에서 다루지 않는 노선으로, 긴키 지방 JR 노선의 모든 열차의 시간표를 수록한, "고쓰신분샤" 서일본 지사의 《휴대용 전국 시간표》에도 오사카 순환선은 생략되어 있다.
대부분의 역이 서일본 여객철도 노선, 사철 노선, 오사카 메트로 노선과 만나는 환승역이다. 또한 순환선 안에서 순환 운전을 하는 열차 뿐만 아니라, 다른 노선과 직결 운행하는 열차도 존재한다. 또한 JR이 공통으로 정한 "여객 영업 규칙"에 따라 오사카 순환선은 대도시 근교 구간 중 '오사카 근교 구간'으로 분류되머, 전철 특정구간에 포함되어 있다. 따라서 긴키권 이코카 및 제휴 교통카드의 사용이 가능하다.

## 운행
| 종별＼역명              | 종별＼역명 | 덴노지 | …   | 니시쿠조 | 니시쿠조 | …   | 오사카 | 오사카 | …   | 교바시 | 교바시 | …   | 덴노지 |
| ----------------------- | ---------- | ------ | --- | -------- | -------- | --- | ------ | ------ | --- | ------ | ------ | --- | ------ |
| 보통                    | 4편        | 4편    | 4편 | 4편      | 4편      | 4편 | 4편    | 4편    | 4편 | 4편    | 4편    | 4편 | 4편    |
| 사쿠라지마 선 직결 열차 |            |        |     |          | 4편      | 4편 | 4편    | 4편    | 4편 | 4편    | 4편    | 4편 | 4편    |
| 간쿠·기슈지 쾌속        | 4편        | 4편    | 4편 | 4편      | 4편      | 4편 | 4편    | 4편    | 4편 | 4편    |        |     |        |
| 야마토지 쾌속           | 4편        | 4편    | 4편 | 4편      | 4편      | 4편 | 4편    | 4편    | 4편 | 4편    | 4편    | 4편 | 4편    |

오사카 순환선 안에서만 운행하면서 모든 역에 서는 "보통" 열차, 사쿠라지마 선과 직결 운행하는 보통 열차, 간사이 본선, 한와 선 방면으로 직결 운행하는 쾌속 열차가 운행되고 있다. 단, 구간쾌속·직통쾌속은 오사카 순환선 안에서는 각 역에 정차한다. 또, 도카이도 본선, 기세이 본선 방면에서 온 특급 열차가 화물선을 이용하여 순환선의 니시쿠조 역~ 신이마미야 역 구간을 드나든다.
2009년 3월 14일 시간표 개정으로, 승무원의 수면 시간 확보를 위하여 막차 시간이 21분 앞당겨졌다.

### 보통
모든 역에 정차하는 "보통" (일본어: 普通)은 평일 출퇴근 시간대에는 3분 간격으로 운행되며, 덴노지 역 ~ 교바시 역 ~ 오사카 역 사이에서만 운행하는 열차도 있다. 이 시간대의 앞뒤로는 모리노미야 전차구에서 입고·출고하는 열차들이 있기 때문에, 교바시 역 시종착, 외선 오사카조코엔 시발, 내선 모리노미야 종착 열차가 편성되어 있다.
낮 시간대에는 덴노지 역 ~ 교바시 역 ~ 니시쿠조역 구간을 운행한 뒤, 사쿠라지마 선으로 직결 운행하는 열차가 시간당 4편 (15분 간격) 운행되고 있다. 단, 사쿠라지마 선으로 직결 운행하는 열차는 출퇴근 시간대에는 운행되지 않는다. 또, 운행 시간의 조정을 위해 오사카 역, 교바시 역, 모리노미야 역, 신이마미야 역에서 1 ~ 2분 정도 정차하기도 하고, 신이마미야 역에서 쾌속 열차의 대피가 이루어지기도 한다.
차량으로는 모리노미야 전차구에 소속되어 서일본 여객철도의 품질 개선 개조를 받은 일본국유철도 201계 전동차 및 일본국유철도 103계 전동차가 일반적으로 투입되지만, 출퇴근 시간대 전용으로 히네노 전차구에 소속되어 있는 서일본 여객철도 223계 전동차 및 나라 전차구에 소속되어 있는 서일본 여객철도 221계 전동차가 투입되기도 한다. 사쿠라지마 선으로 직결 운행하는 열차로는 201계 전동차·103계 전동차 8량 편성이 투입되고 있으며, 사쿠라지마 선 안에서만 운행되는 103계 6량 편성도 존재하는데, 이 열차는 아침과 저녁 시간대에 모리노미야 전차구로 입고하기 위해 교바시 역 ~ 사쿠라지마 역 구간을 운행하기도 한다.
순환 운전이 이루어지고 있기 때문에 "상행선·하행선"이 아닌, 서울 지하철 2호선이나 야마노테 선과 같은 "내선순환" (일본어: 内回り 우치마와리[*]), "외선순환" (일본어: 外回り 소토마와리[*])으로 방향을 구분하고 있다. 열차 번호도 직결 운행 열차를 제외한 내선순환 열차가 홀수, 외선순환 열차가 짝수를 사용한다. 또, 순환 운전을 하는 열차는 1000번대의 열차 번호를 사용하며 덴노지 역에서 열차 번호를 바꾸지만, 중간에 종착하는 열차는 2000번대의 열차 번호를 사용한다. 또, 사쿠라지마 선으로 직결 운행하는 열차는 열차 번호 뒤에 "E"가 붙는다.

### 야마토지 선 직통 쾌속
"야마토지 쾌속·구간 쾌속" (일본어: 大和路快速・区間快速 야마토지 가이소쿠·구칸 가이소쿠[*])은 간사이 본선 (야마토지 선)과 직결 운행하는 열차로, 구간 쾌속만 오사카 환상선 구간에서 각 역에 정차하며, 야마토지 쾌속은 정해진 역에만 정차한다.
1973년부터 간사이 본선과 직결 운행하는 쾌속 열차가 운행되기 시작하였으며, 1989년 3월 11일부터 "야마토지 쾌속"의 운행이 시작되었다. 낮 시간대를 중심으로, 덴노지 역 ~ 교바시 역 ~ 오사카 역 ~ 니시쿠조 역 ~ 덴노지 역 ~ 나라역 ~ 가모역 구간을 운행하지만, 일부 열차는 와카야마 선과 직결 운행하기도 한다. 출퇴근 시간대에는 오사카 순환선 안에서는 모든 역에 정차하는 "구간 쾌속"이 운행되고 있으며, 천리교 종교 행사 개최 시기나 토요일·휴일 시간대에는 사쿠라이 선으로 직결 운행하는 임시 열차도 존재한다.
차량으로는 나라 전차구에 소속되어 있는 서일본 여객철도 221계 전동차 6·8량 편성이 투입되고 있다. 단, 출퇴근 시간대에는 모리노미야 전차구에 소속되어 있는 103계·201계 전동차나 나라 전차구에 소속되어 있는 103계 4량 중련 편성이 투입되기도 한다.
야마토지 쾌속은 오사카 역에서, 구간 쾌속은 덴노지 역에서 열차 번호를 고친다. 구간 쾌속은 열차 번호 뒤에 야마토지 선을 의미하는 "Y"가 붙게 된다.

### 한와 선 직통 쾌속
"간쿠·기슈지 쾌속" (일본어: 関空・紀州路快速 간쿠·기슈지 가이소쿠[*])은 한와 선과 직결 운행하는 열차로, 여기에는 한와 선 "쾌속" (快速 가이소쿠[*]), "B쾌속" (B快速 비 가이소쿠[*]), "직통쾌속" (直通快速 조쿠쓰 가이소쿠[*])이 포함된다. 이들 가운데, 직통쾌속만이 오사카 순환선 안에서 모든 역에 정차한다.
1990년 3월 10일부터 신오사카 역에서 시발하여 우메다 순환선을 이용해 신이마미야 방면으로 직결 운행하는 야간 쾌속 열차가 운행된 것이 오사카 순환선 - 한와 선 직결 운행의 시작으로, 1994년 9월 4일 간사이 국제 공항의 개항과 함께, 교바시 역에서 시발해 간사이쿠코 선으로 직결 운행하는 간쿠 쾌속의 운행이 시작되었다. 또한 1995년부터 1999년까지 니시쿠조 역·벤텐초 역·신이마미야 역을 통과하는 "간쿠 특별쾌속 윙"이 운행되기도 했다. 한편, 와카야마 방면에서 우메다 화물선을 거쳐 신오사카 역까지 운행하는 쾌속 열차는 1999년 5월 10일부터 교바시 역 ~ 히네노역 구간에서 간쿠 쾌속과 중련으로 운행하는 기슈지 쾌속으로 대체되었다.
2008년 3월 15일 시간표 개정으로 덴노지 역의 한와 선 연락선이 복선화되면서, 아침 출근 시간대에 오사카 순환선과 직결 운행하는 직통 쾌속이 등장했다. 또한 이 시간표 개정으로 간쿠·기슈지 쾌속이 오사카 역 ~ 덴노지 역 구간에서 모든 역에 정차하게 되었으며, 출퇴근 시간대에 순환선을 한바퀴 돌아 덴노지 역에서 시종착하는 열차도 운행되기 시작했다.
직통 쾌속, 교바시 역에서 시종착하는 간쿠·기슈지 쾌속은 열차 번호가 도중에 바뀌지 않지만, 순환선을 한바퀴 돌아 덴노지 역에서 시종착하는 간쿠·기슈지 쾌속 열차는 교바시 역에서 열차 번호가 한번 바뀌게 된다.

### 특급 열차
1989년 7월 22일부터 "구로시오"가 운행을 개시했고, 1994년 9월 4일부터 간사이쿠코 선으로 직결 운행하는 "하루카"의 운행이 시작되었다. 두 열차 모두 우메다 화물선 및 덴노지 역의 연결선을 통해 도카이도 본선·한와 선과 직결 운행하고 있다.

### 화물 열차

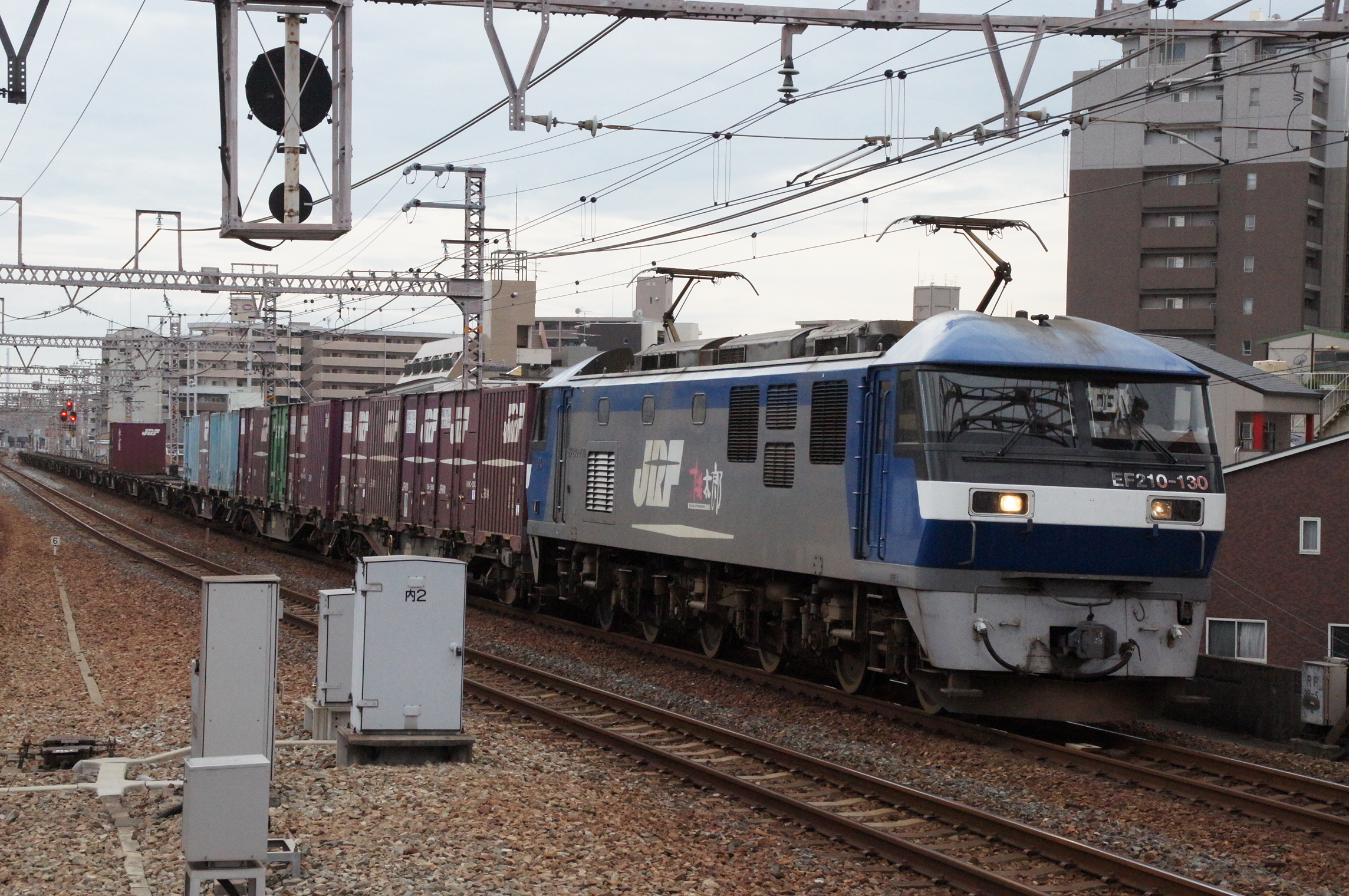
후쿠시마 역 ~ 니시쿠조 역 구간을 달리는 화물 열차

후쿠시마 역 ~ 니시쿠조 역 사이에 있는 우메다 화물선에서는 평일에는 왕복 3.5편, 토요일·휴일에는 왕복 1편의 정기 화물 열차가 운행되고 있다.
예전에 벤텐초역 ~ 다이쇼역 사이에 있었던 사카이가와 신호장에서, "오사카린코 선"으로 불리는 비전철화 단선 화물지선이 갈라졌었다. 오사카 항에 도착한 화물의 수송이 이루어졌으나, 오사카린코 선 중 마지막까지 남아있던 사카이가와 신호장 ~ 나니와 역 구간은 2004년 11월부터 화물 취급이 중단되었고, 2006년 4월 1일 폐지되었다.
이 밖에, 나니와 역 ~ 오사카코 역·오사카히가시코 역, 노다 역 ~ 오사카시조 역 구간의 화물 지선이 있었으나, 1984년 2월 폐지되었다.

## 차량

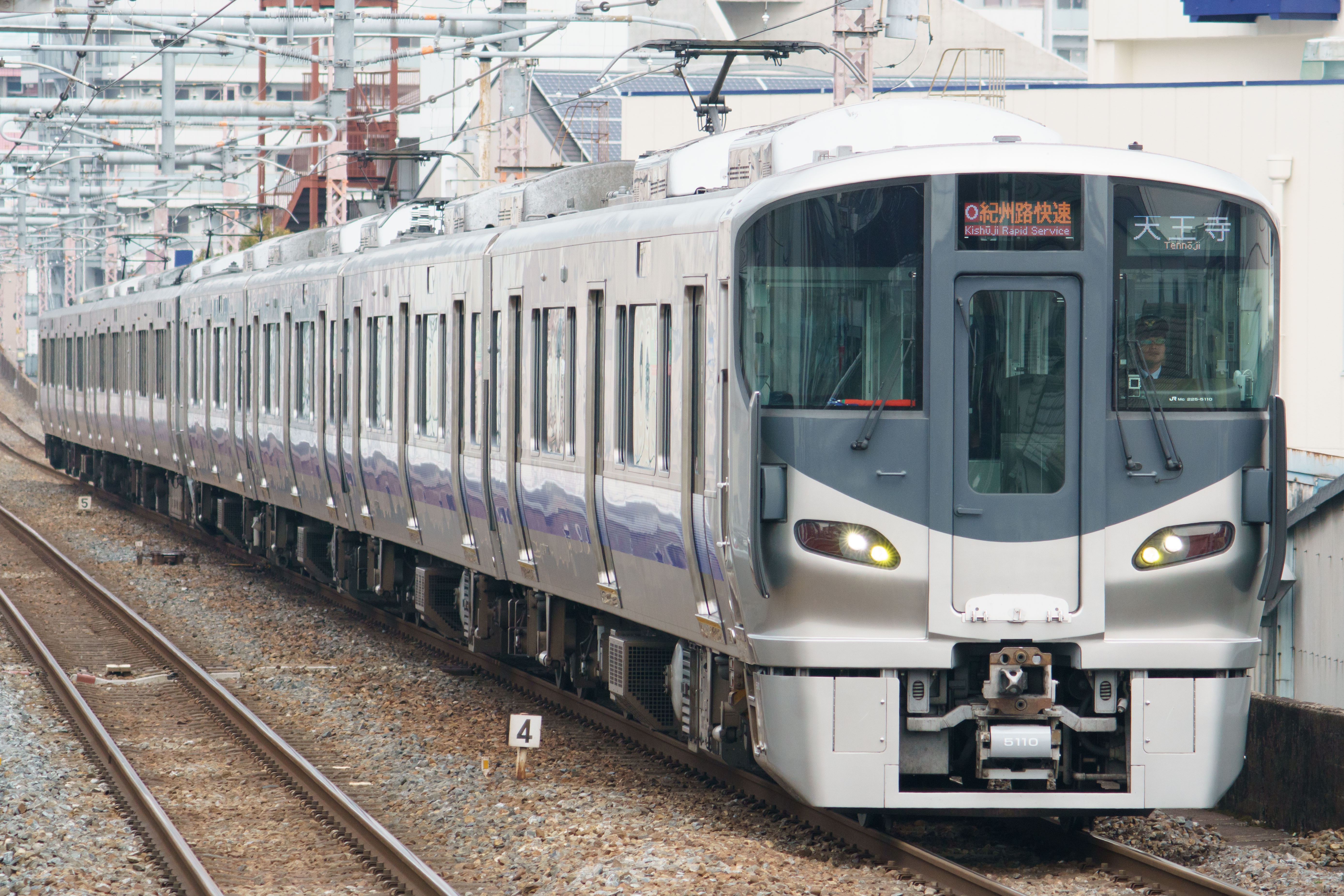
간쿠·기슈지 쾌속에 사용되는 225계 전동차

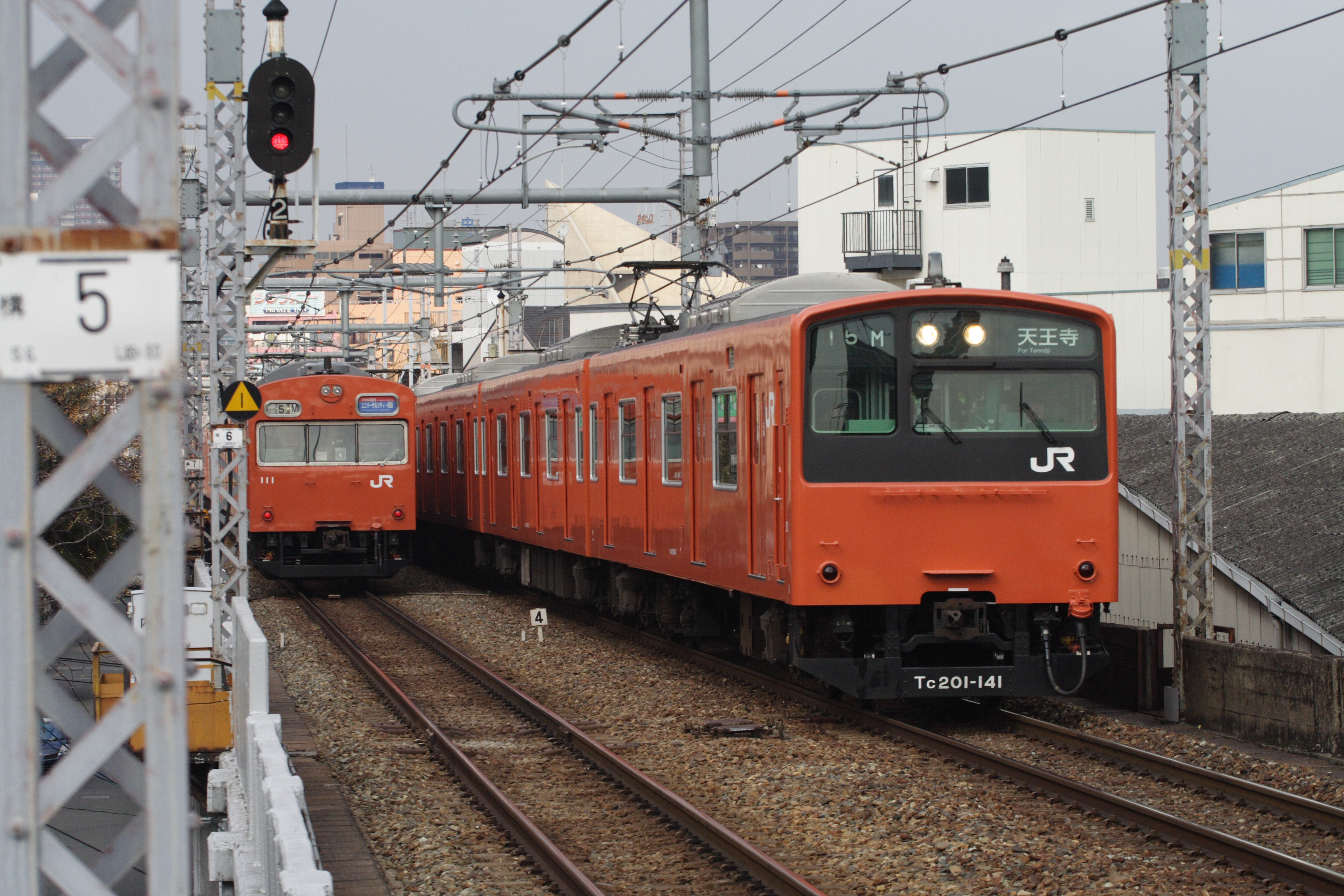
201계

- 특별 급행 열차
  - 281계
  - 283계
  - 289계

- 일반 열차
  - 221계
  - 223계
  - 225계
  - 323계

- 과거에 운행되었던 열차
  - 101계
  - 113계
  - 72계
  - 103계
  - 201계
  - 381계

- 201계

## 역사
오사카 순환선은 오사카 철도가 건설한 조토 선의 덴노지 역 ~ 오사카 역 구간, 니시나리 철도가 건설한 니시나리 선 오사카 역 ~ 사쿠라지마 역 구간, 간사이 본선의 덴노지 역 ~ 나니와 역 구간 화물 지선을 하나로 합친 것으로, 1961년 지금의 형태가 갖추어졌다. 또한 이 시기에 니시쿠조 역 ~ 사쿠라지마 역 구간이 지금의 사쿠라지마 선으로 분리되었다. 또한 1964년에 니시쿠조 역의 고가화가 이루어지면서, 완전한 순환 운전이 시작되었다.
1987년 일본국유철도의 민영화로 서일본 여객철도의 소속이 되었으며, 2003년 11월 1일부터 이코카의 사용이 가능해졌다.
2017년 서일본 여객철도는 103계을 10월 3일부로 운행종료시켰으며 많은 철도동호인와 시민들이 운행종료식을 참여했다.

## 역 목록
| 역 이름      | 일본어 이름 | 영업 거리 | 접속 노선 | 소재지   | 소재지   | 소재지       |
| ------------ | ----------- | --------- | --- | -------- | -------- | ------------ |
| 오사카       | 大阪        | 0.0       | ■ 도카이도 본선(JR 교토·고베·다카라즈카 선) ■ JR 도자이 선 (기타신치역) ■ 한큐 전철 교토·고베·다카라즈카 본선 (우메다역) ■ 한신 전기 철도 본선(우메다 역) ■ 오사카 메트로 미도스지선 (우메다 역) ■ 오사카 메트로 다니마치선 (우메다 역) ■ 오사카 메트로 요쓰바시선 (우메다 역)     | 오사카부 | 오사카시 | 기타구       |
| 후쿠시마     | 福島        | 1.0       | ■ 우메다 화물선 ■ JR 도자이 선 (신후쿠시마역) ■ 한신 전기 철도 본선 (후쿠시마 역) ■ 게이한 전기 철도 나카노시마 선 (나카노시마역) | 오사카부 | 오사카시 | 후쿠시마구   |
| 노다         | 野田        | 2.4       | ■ 오사카 메트로 센니치마에선 (다마가와역) | 오사카부 | 오사카시 | 후쿠시마구   |
| 니시쿠조     | 西九条      | 3.6       | ■ 사쿠라지마 선 ■ 한신 전기 철도 니시오사카 선 | 오사카부 | 오사카시 | 고노하나구   |
| 벤텐초       | 弁天町      | 5.2       | ■ 오사카 메트로 주오선 | 오사카부 | 오사카시 | 미나토구     |
| 다이쇼       | 大正        | 7.0       | ■ 오사카 메트로 나가호리쓰루미료쿠치선 | 오사카부 | 오사카시 | 다이쇼구     |
| 아시하라바시 | 芦原橋      | 8.2       | | 오사카부 | 오사카시 | 나니와구     |
| 이마미야     | 今宮        | 8.8       | ■ 야마토지 선 (JR 난바 역 방면) | 오사카부 | 오사카시 | 나니와구     |
| 신이마미야   | 新今宮      | 10.0      | ■ 야마토지 선 ■ 난카이 전기 철도 난카이 본선·고야 선 ■ 오사카 메트로 미도스지선 (도부쓰엔마에 역) ■ 오사카 메트로 사카이스지선 (도부쓰엔마에 역) 한카이 전기 궤도 한카이 선 (미나미카스미초 역)                                                                                    | 오사카부 | 오사카시 | 나니와구     |
| 덴노지       | 天王寺      | 11.0      | ■ 야마토지 선 ■ 한와 선 ■ 오사카 메트로 미도스지선 ■ 오사카 메트로 다니마치선 ■ 긴키 닛폰 철도 미나미오사카 선 (오사카아베노바시 역) 한카이 전기 궤도 우에마치 선 (덴노지에키마에 역)                                                                                              | 오사카부 | 오사카시 | 덴노지구     |
| 데라다초     | 寺田町      | 12.0      | | 오사카부 | 오사카시 | 덴노지구     |
| 모모다니     | 桃谷        | 13.2      | | 오사카부 | 오사카시 | 덴노지구     |
| 쓰루하시     | 鶴橋        | 14.0      | ■ 긴키 닛폰 철도 오사카 선·나라 선 ■ 오사카 메트로 센니치마에선 | 오사카부 | 오사카시 | 덴노지구     |
| 다마쓰쿠리   | 玉造        | 14.9      | ■ 오사카 메트로 나가호리쓰루미료쿠치선 | 오사카부 | 오사카시 | 덴노지구     |
| 모리노미야   | 森ノ宮      | 15.8      | ■ 오사카 메트로 주오선 ■ 오사카 메트로 나가호리쓰루미료쿠치선 | 오사카부 | 오사카시 | 주오구       |
| 오사카조코엔 | 大阪城公園  | 16.7      | | 오사카부 | 오사카시 | 주오구       |
| 교바시       | 京橋        | 17.5      | ■ 갓켄토시 선 ■ JR 도자이 선 ■ 게이한 전기 철도 게이한 본선 ■ 오사카 메트로 나가호리쓰루미료쿠치선 | 오사카부 | 오사카시 | 조토구       |
| 사쿠라노미야 | 桜ノ宮      | 19.3      | | 오사카부 | 오사카시 | 미야코지마구 |
| 덴마         | 天満        | 20.1      | ■ 오사카 메트로 사카이스지선 (오기마치역) | 오사카부 | 오사카시 | 기타 구      |
| 오사카       | 大阪        | 21.7      | ■ 도카이도 본선 (JR 교토·고베·다카라즈카 선) ■ JR 도자이 선 (기타신치 역) ■ 한큐 전철 교토·고베·다카라즈카 본선 (우메다 역) ■ 한신 전기 철도 본선 (우메다 역) ■ 오사카 메트로 미도스지선 (우메다 역) ■ 오사카 메트로 다니마치선 (우메다 역) ■ 오사카 메트로 요쓰바시선 (우메다 역) | 오사카부 | 오사카시 | 기타 구      |

## 같이 보기
- 서울 지하철 2호선
- 야마노테선
- 한와선

## 참고
1. ↑  덴노지 역은 구조 상 반지하역으로 분류되는 경우도 있다.
2. ↑  오사카 순환선과 직결 운행하는 다른 노선의 열차들은 시간표에서 다루고 있다.
3. ↑  終電気い付けてや! 京阪神のJRダイヤ改正、乗り遅れ懸念 - 요미우리 신문, 2009년 3월 15일
4. ↑  일본철도화물협회, 《화물 시간표 2011》